# Charles Simić
Charles Simić, all'anagrafe Dušan Simić (Belgrado, 9 maggio 1938 – Dover, 9 gennaio 2023), è stato un poeta e traduttore statunitense di origine serba.
Iniziò la propria carriera nella prima metà degli anni settanta con uno stile letterario minimalista, nel tempo divenuto sempre più riconoscibile. Ha scritto di diversi argomenti, dal jazz all'arte alla filosofia. Nel 1990 è stato insignito del Premio Pulitzer per la poesia con l'opera The World Doesn't End.

## Biografia

### Primi anni
Simic nacque a Belgrado, nell'ex Iugoslavia e l'essere cresciuto in un'Europa lacerata dalla seconda guerra mondiale influenzò notevolmente la sua visione del mondo. In un'intervista al Cortland Review egli ebbe a dire: "L'essere uno dei milioni di profughi ebbe un grande effetto su di me. Oltre alla mia sfortunata vicenda, ho avuto modo di sentirne molte altre. Sono ancora stupito di tutta la viltà e stupidità a cui ho assistito durante la mia vita."
Simic emigrò verso gli Stati Uniti con la sua famiglia nel 1954 quando aveva sedici anni. Crebbe a Chicago e ricevette il suo Bachelor of Arts dalla New York University. Insegnò letteratura americana e scrittura creativa all'Università del New Hampshire e visse sulla spiaggia del Bow Lake a Strafford nel New Hampshire.

### Carriera
La sua fama iniziò a delinearsi nella prima metà degli anni settanta, quando si fece notare come uno scrittore dallo stile minimalista, che scriveva nitide, immaginifiche poesie che, alla maniera di William Blake, prendono spunto da oggetti concreti, poeticamente utilizzati per estrapolare l'universo.
Con gli anni, lo stile di Simic divenne sempre più immediatamente riconoscibile. La critica si è spesso riferita alle sue poesie come "strettamente costruite come scatole cinesi". Simic stesso disse di sé: "Le parole fanno l'amore sulla pagina come mosche nella calura estiva e il poeta non ne è altro che lo spettatore stupefatto." L'affermazione sottende la filosofia di Simic, secondo cui la vera arte deve trascendere la persona ed essere più grande del suo creatore.
Ha scritto, in maniera meditata, su argomenti assai disparati, come il jazz, l'arte in generale, o la filosofia. Ha esercitato una considerevole influenza non solo come poeta, ma anche come traduttore, saggista e filosofo, esprimendosi sullo stato attuale della poesia americana. Si è occupato di poesia come redattore del The Paris Review, ruolo in cui venne sostituito da Dan Chiasson.
Simic è stato nella giuria dell'edizione 2007 del premio Griffin Poetry Prize e ha contribuito su argomenti di poesia e prosa su The New York Times Book Review. Nel 2007 ha ricevuto la somma di 100.000 US$ del Wallace Stevens Award dall'Academy of American Poets quale riconoscimento della sua nitida e comprovata maestria nell'arte poetica. È stato scelto da James Billington per essere il quindicesimo poeta laureato della Library of Congress, succedendo a Donald Hall. Nella motivazione Billington faceva riferimento alla "qualità piuttosto sbalorditiva e originale della sua poetica".

## Opere
- (EN)  What the Grass Says, 1967
- (EN)  Somewhere Among Us A Stone Is Taking Notes, 1969
- (EN)  Dismantling The Silence, 1971
- (EN)  White, 1972
- (EN)  Return To A Place Lit By A Glass Of Milk, 1974
- (EN)  Charon's Cosmology, 1977
- (EN)  School For Dark Thoughts, 1978
- (EN)  Classic Ballroom Dances, 1980
- (EN)  Austerities, 1982
- (EN)  Weather Forecast for Utopia & Vicinity: Poems 1967-1982, 1983
- (EN)  Unending Blues, 1986
- (EN)  The World Doesn't End: Prose Poems, 1989
- (EN)  The Book of Gods and Devils, 1990
- (EN)  Hotel Insomnia, 1992
- (EN)  Dime-Store Alchemy: The Art of Joseph Cornell, 1993
- (EN)  A Wedding in Hell, 1994
- (EN)  Walking the Black Cat, 1996
- (EN)  Jackstraws, 1999
- (EN)  Night Picnic: Poems, 2001
- (EN)  A Fly in the Soup: Memoirs, 2002
- (EN)  The Voice at 3:00 A.M.: Selected Late and New Poems, 2003
- (EN)  Selected Poems: 1963-2003, 2004
- (EN)  My Noiseless Entourage: Poems, 2005
- (EN)  Aunt Lettuce, I Want To Peek Under Your Skirt, 2005 (illustrato da Howie Michels)
- (EN)  Monkey Around, 2006
- (EN)  Sixty Poems, 2008
- (EN)  That Little Something: Poems, 2008
- (EN)  Monster Loves His Labyrinth, 2008
- (EN)  Army: Memoir. In preparation, 2008

### Edizioni italiane
- Il mondo non finisce, Donzelli, 2001, ISBN 9788879896009
- Zoo, Ass. Edizioni L'Obliquo, 2002, ISBN
- Hotel Insonnia, Adelphi, 2002, ISBN 9788845917134
- Il cacciatore di immagini. L'arte di Joseph Cornell, Adelphi, 2005, ISBN 9788845919527
- Il titolo, a cura di Damiano Abeni e Massimo Gezzi, Ass. Edizioni L'Obliquo, 2007, ISBN 9788888845531
- Club Midnight, Adelphi, 2008, ISBN 9788845923012 (trad., con testo inglese a fronte, di My Noiseless Entourage, oltre a una scelta dai Selected Poems)
- Il mostro ama il suo labirinto, Adelphi, 2012, ISBN 9788845926853
- La vita delle immagini, Adelphi, 2017, ISBN 9788845931581

## Premi e riconoscimenti
- 1980 – PEN Translation Prize
- 1983 – Ingram Merrill Foundation Fellowship
- 1984–1989 – MacArthur Fellowship
- 1986 – finalista Premio Pulitzer
- 1987 – finalista Premio Pulitzer
- 1990 – Premio Pulitzer per la poesia, con The World Doesn't End: Prose Poems
- 1996 – finalista del National Book Award in Poetry, con Walking the Black Cat
- 1999 – Libro dell'anno per il New York Times, con Jackstraws
- 2005 – International Griffin Poetry Prize, con Selected Poems: 1963-2003
- 2007 – Wallace Stevens Award
- 2011 – Frost Medal
- 2011 – Vilcek Prize in Literature
- 2014 – The Zbigniew Herbert International Literary Award
- 2017 – Corona d'oro del Festival della poesia di Struga